# Hiszam Masziszi
Hiszam Masziszi (arab. ‏هشام مشيشي‎, Hišām Mašīšī; fr. Hichem Mechichi; ur. w 1974) – tunezyjski polityk. Absolwent prawa i nauk politycznych na Uniwersytecie Al-Manar w Tunisie. Pełnił funkcję dyrektora personelu kolejno w ministerstwach: transportu, spraw społecznych i zdrowia oraz dyrektora generalnego narodowej agencji ds. kontroli sanitarnej produktów. 27 lutego 2020 mianowany ministrem spraw wewnętrznych w rządzie Iljas al-Fachfacha. 2 września 2020 objął funkcję premiera.
25 lipca 2021 przestał pełnić funkcję premiera.